# Лангенфелд (Средња Франконија)
Лангенфелд (њем. Langenfeld) град је у њемачкој савезној држави Баварска. Једно је од 38 општинских средишта округа Нојштат ан дер Ајш-Бад Виндсхајм. Према процјени из 2010. у граду је живјело 1.037 становника. Посједује регионалну шифру (AGS) 9575138.

## Географски и демографски подаци
Лангенфелд се налази у савезној држави Баварска у округу Нојштат ан дер Ајш-Бад Виндсхајм. Град се налази на надморској висини од 303 метра. Површина општине износи 7,2 km². У самом граду је, према процјени из 2010. године, живјело 1.037 становника. Просјечна густина становништва износи 144 становника/km².